# Hurtmore
Hurtmore – wieś w Anglii, w hrabstwie Surrey, w dystrykcie Waverley. Leży 50 km na południowy zachód od centrum Londynu. W 2001 miejscowość liczyła 744 mieszkańców.